# CODART
CODART, een acroniem voor Curators of Dutch and Flemish Art, is een internationale netwerkorganisatie voor conservatoren van Nederlandse en Vlaamse kunst.
CODART biedt conservatoren in binnen- en buitenland, door middel van diverse activiteiten, een platform om kennis en ideeën te delen, en hiermee de zichtbaarheid van Nederlandse en Vlaamse kunst te vergroten. De organisatie telt meer dan 600 leden uit 300 musea verspreid over 50 landen en is gevestigd in Den Haag.

## Oprichting
CODART is in 1998 opgericht door de Amerikaanse kunsthistoricus Gary Schwartz. De organisatie is indirect ontstaan uit de doelstelling van het toenmalige Instituut Collectie Nederland, om niet alleen Nederlandse kunst in nationale collecties, maar ook in internationale collecties te inventariseren. De eerste bijeenkomst van het netwerk vond in 1998 plaats in het Mauritshuis.

## Activiteiten
Jaarlijks organiseert CODART een internationaal congres waarop conservatoren van over de hele wereld met elkaar in contact komen om bruiklenen en tentoonstellingen te bespreken. De bijeenkomsten bieden conservatoren de kans hun onderzoek naar kunst uit de Lage Landen te bediscussiëren  om gezamenlijk tot nieuwe inzichten te komen. Elk jaar vindt het congres plaats in een ander land. 
In 2015 was CODART te gast in the National Gallery in London, waar een overzichtstentoonstelling over Rembrandt plaatsvond.
De website van CODART is gewijd aan Nederlandse en Vlaamse kunst in openbare collecties. De site biedt een overzicht van tentoonstellingen, musea en de contactgegevens van honderden internationale conservatoren.